# Madolenihmw
Madolenihmw – miasto w Sfederowanych Stanach Mikronezji; na wyspie Pohnpei; 4700 mieszkańców (2006). Przemysł spożywczy.